# Krystian Dudek
Krystian Dudek – doktor nauk humanistycznych, profesor Akademii WSB w Dąbrowie Górniczej, trener i wykładowca akademicki, absolwent psychologii zarządzania, dziennikarstwa, studiów MBA EY Academy of Business Akademii WSB oraz studiów doktoranckich z zakresu nauk humanistycznych na Wydziale Nauk Społecznych Uniwersytetu Śląskiego w Katowicach. 
W latach 2014–2020 wykładowca i Pełnomocnik Kanclerza Wyższej Szkoły Humanitas ds. Public Relations, Dyrektor Instytutu Dziennikarstwa i Komunikacji Społecznej Wyższej Szkoły Humanitas w Sosnowcu w latach 2016–2018. Od 2020 r. wykładowca i Pełnomocnik Rektor Akademii WSB w Dąbrowie Górniczej ds. strategii komunikacji i PR. 
Właściciel agencji public relations i szkoleniowej Instytut Publico. Specjalizuje się w zagadnieniach z obszaru public relations i marketingu politycznego. Wykładał gościnnie na kilkunastu uczelniach wyższych w tym m.in. Akademii Dyplomacji Uniwersytetu Śląskiego, Uniwersytecie Ekonomicznym w Katowicach, GWSP, GWSH. Członek rady dydaktycznej kierunku filologia polska Uniwersytetu Śląskiego.
W latach 2015–2019 Prezes Zarządu Polskiego Stowarzyszenia Public Relations (PSPR), członek Rady Nadzorczej Polskiego Stowarzyszenia Public Relations, Przewodniczący Śląskiego Oddziału PSPR (dwie kadencje), Członek Rady Etyki PR w Polsce (dwie kadencje). Pomysłodawca i autor ogólnopolskiego projektu społeczno-edukacyjnego Prawdziwy PR. Obecnie honorowy członek Polskiego Stowarzyszenia Public Relations.
Laureat Wyróżnienia Specjalnego Lew PR oraz nagrody branżowej Proton w kategorii Nagroda Publiczności, przyznawanej profesjonalistom w dziedzinie komunikacji, którzy odznaczają się nieprzeciętnym myśleniem, innowacyjnością i talentem; wyznaczających standardy w branży PR i przyczyniających się do sukcesu firm, w których pracują. Laureat Plebiscytu Dziennika Zachodniego - Osobowość Biznesu 2019 w kategorii Biznes w województwie śląskim.
Odbył cztery staże w Kancelarii Prezesa Rady Ministrów oraz Kancelarii Prezydenta RP, koncentrując się na analizie roli rzecznika prasowego w kreowaniu wizerunku rządu i Prezydenta.
Autor kilkudziesięciu publikacji naukowych i eksperckich z zakresu public relations, marketingu politycznego, promocji i komunikacji kryzysowej. Autor komentarzy eksperckich dla wielu polskich mediów, ekspert wieczorów wyborczych. Autor i współautor programów studiów podyplomowych z zakresu PR i marketingu.
Autor książek „Rola rzeczników prasowych w komunikacji i masowej”; „The role of the local media in building democracy and freedom of social exclusion groups” Sosnowiec–Prague 2016.